# Киррвиллер
Киррвиллер (фр. Kirrwiller) — коммуна на северо-востоке Франции в регионе Гранд-Эст (бывший Эльзас — Шампань — Арденны — Лотарингия), департамент Нижний Рейн, округ Саверн, кантон Буксвиллер.
Площадь коммуны — 8,18 км², население — 511 человек (2006) с тенденцией к стабилизации: 529 человек (2013), плотность населения — 64,7 чел/км².

## Население
Население коммуны в 2011 году составляло 515 человек, в 2012 году — 522 человек, а в 2013-м — 529 человек.
| 1962 | 1968 | 1975 | 1982 | 1990 | 1999 | 2006 | 2008 | 2011 | 2012 | 2013 |
| ---- | ---- | ---- | ---- | ---- | ---- | ---- | ---- | ---- | ---- | ---- |
| 470  | 444  | 606  | 631  | 647  | 684  | 511  | 512  | 515  | 522  | 529  |

Динамика населения:

## Экономика
В 2010 году из 344 человек трудоспособного возраста (от 15 до 64 лет) 273 были экономически активными, 71 — неактивными (показатель активности 79,4 %, в 1999 году — 72,6 %). Из 273 активных трудоспособных жителей работали 263 человека (147 мужчин и 116 женщин), 10 числились безработными (трое мужчин и 7 женщин). Среди 71 трудоспособных неактивных граждан 20 были учениками либо студентами, 27 — пенсионерами, а ещё 24 — были неактивны в силу других причин.

## Достопримечательности (фотогалерея)

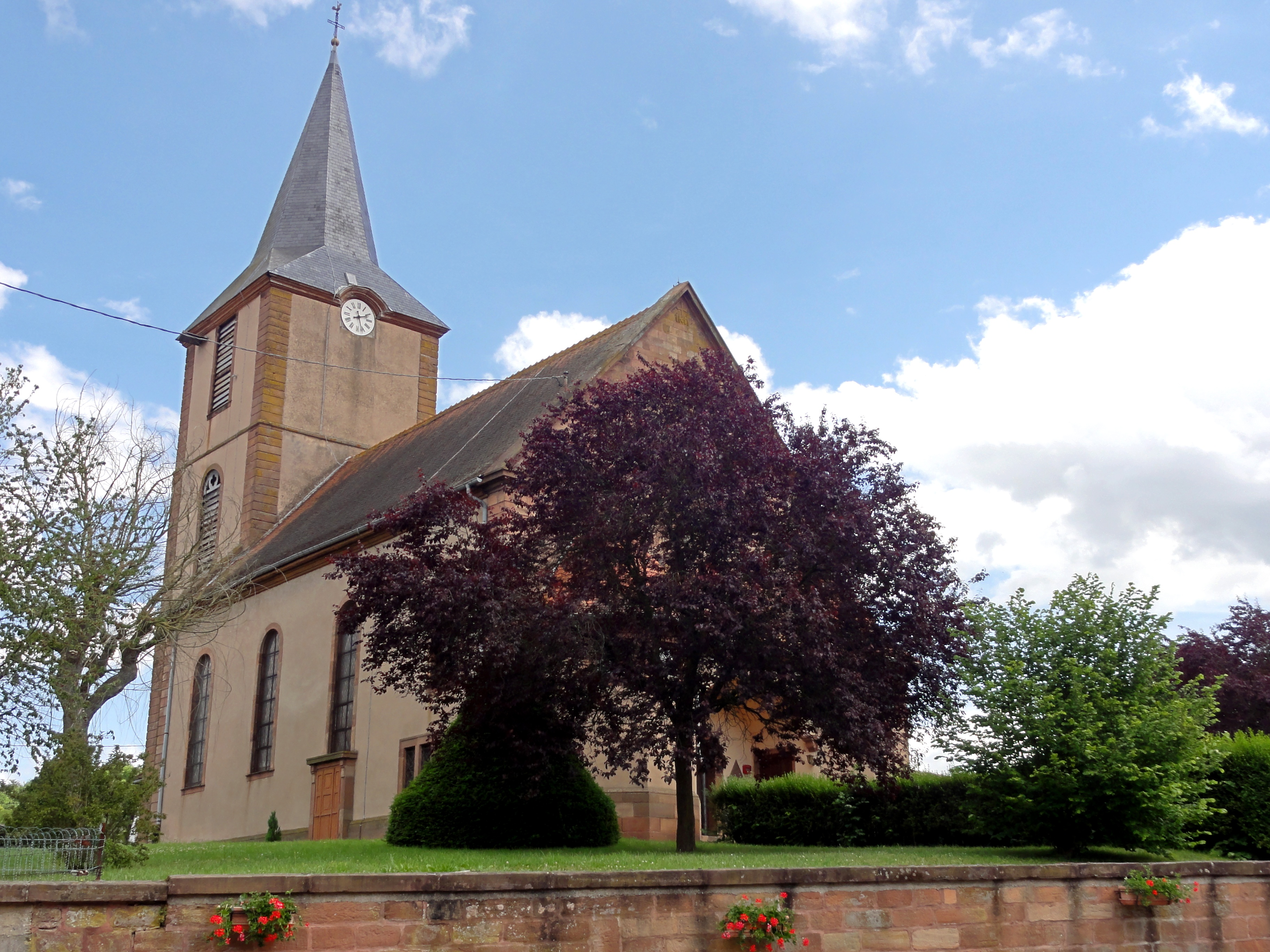
Протестантская церковь
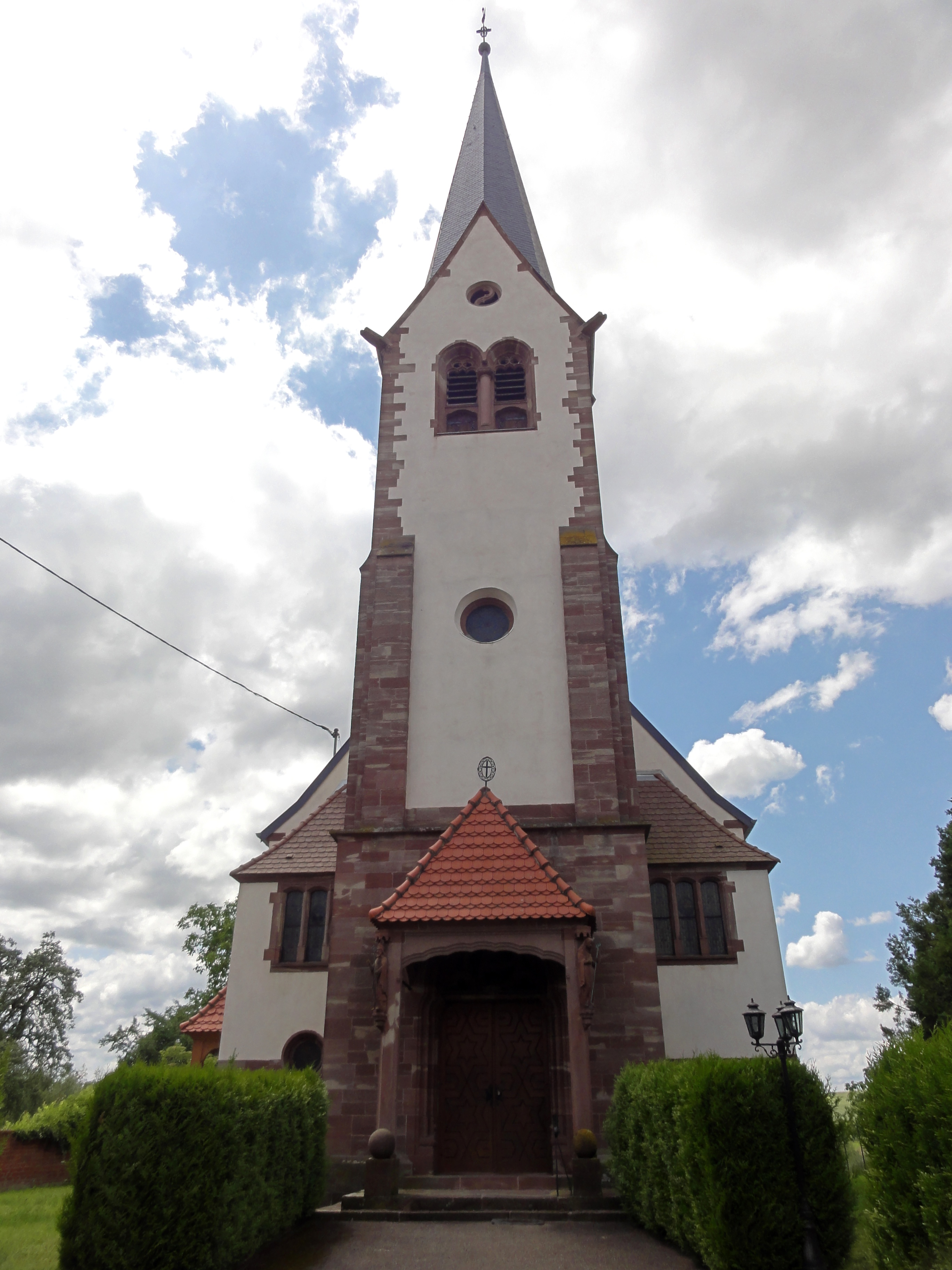
Церковь Сен-Мартен
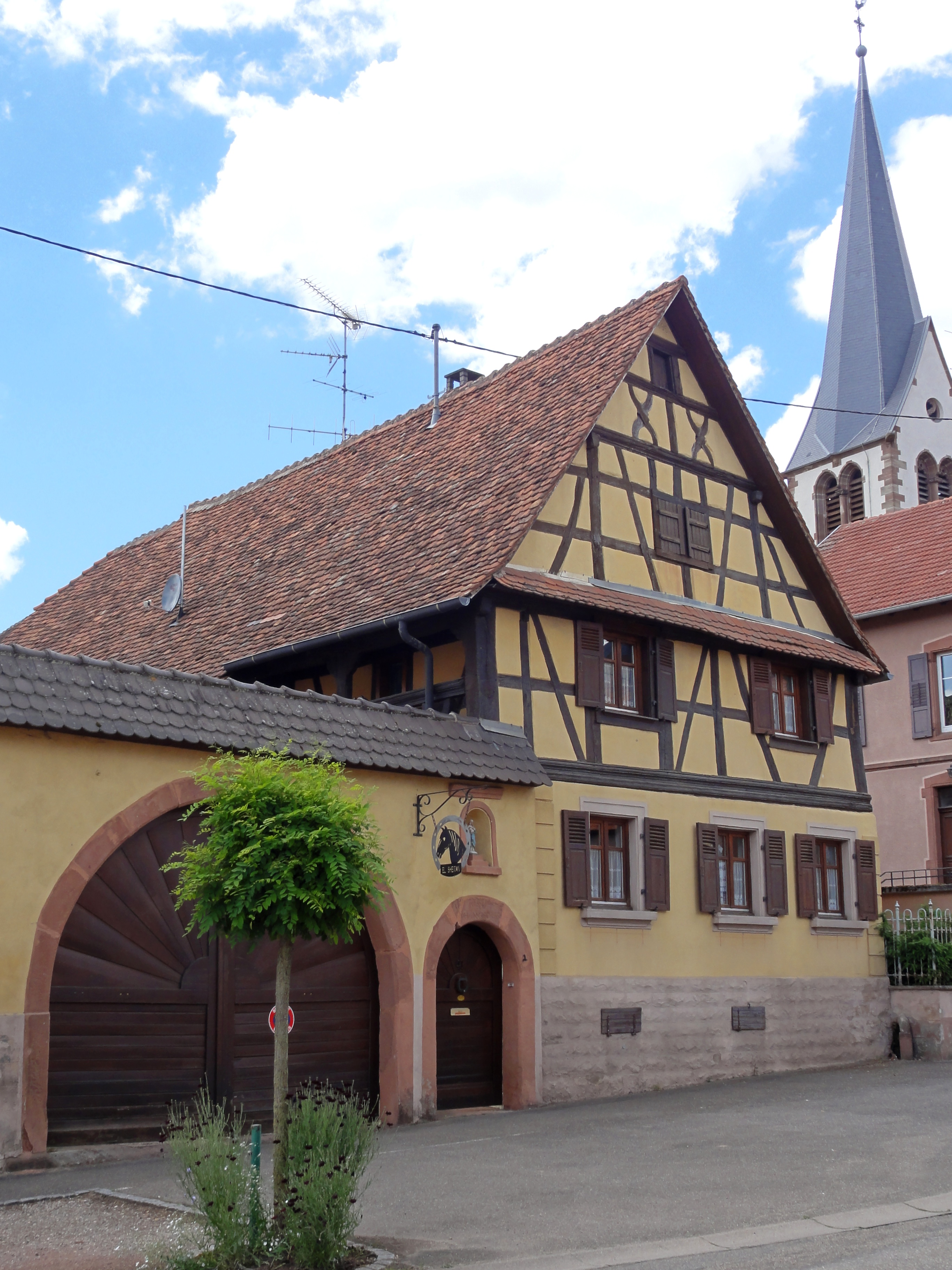
Здание (XVIII век)
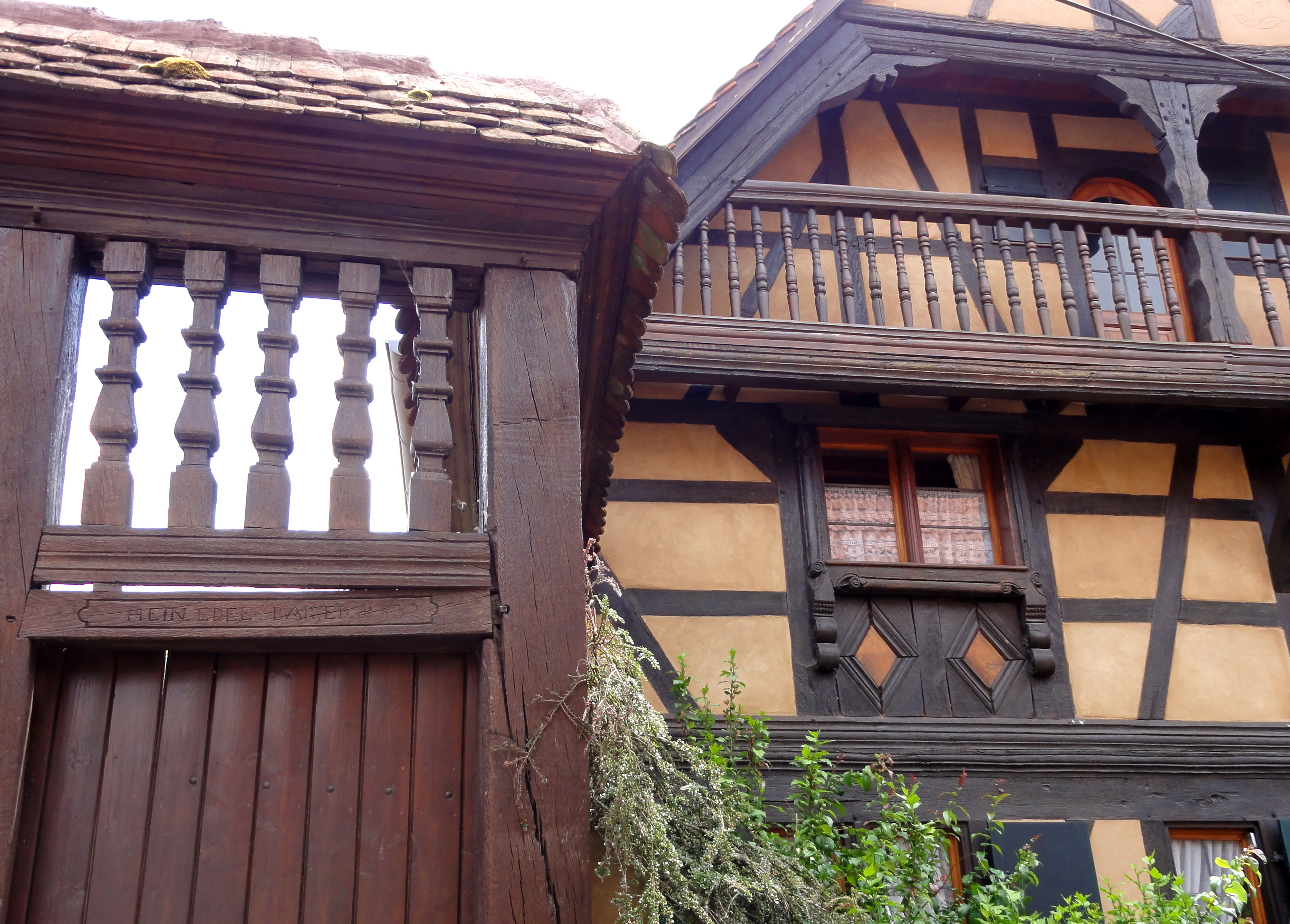
Фахверковый дом
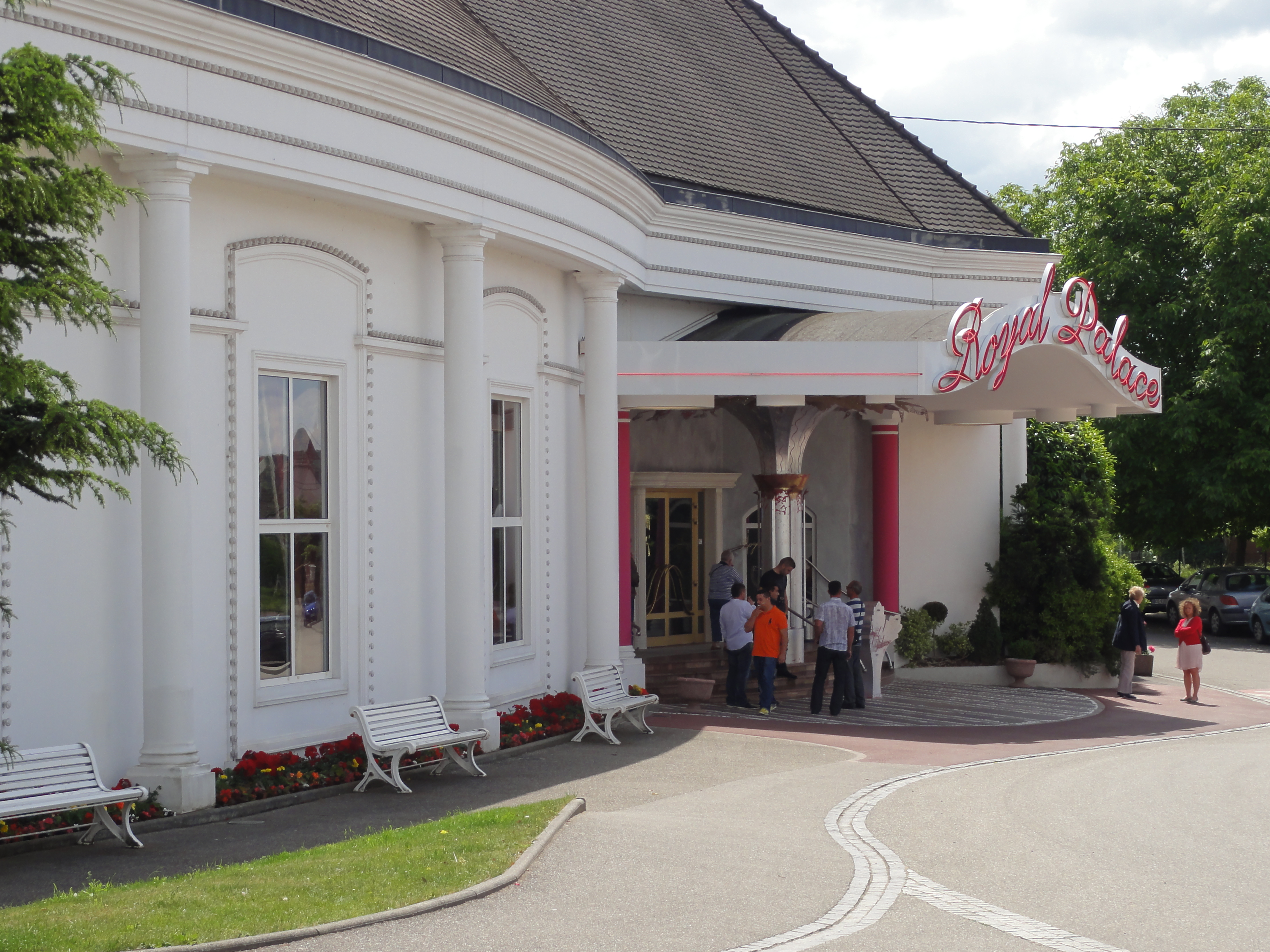
Королевский дворец